# Parco nazionale di Podyjí
Il parco nazionale di Podyjí (in ceco: Národní park Podyjí), conosciuto anche come Parco nazionale della Regione del fiume Thaya, è un parco nazionale situato nella regione della Moravia Meridionale della Repubblica Ceca. Il parco è adiacente ai confini dell'Austria e al parco nazionale austriaco di Thayatal, con il quale costituisce un parco internazionale.
Il Podyjí è uno dei quattro parchi nazionali della Repubblica Ceca. Il parco protegge le foreste semi-naturali lungo la profonda valle del fiume Thaya. Lo stato ben conservato del bioma del parco è riconosciuto come unico nell'Europa centrale.

## Storia
Il parco nazionale di Podyjí è uno dei quattro parchi nazionali della Repubblica Ceca. Si estende su un'area di 63 km² e possiede una zona di protezione circostante di ulteriori 29 km². Fu dichiarato ufficialmente parco nazionale il 1º luglio 1991, su provvedimento governativo n. 164/1991. L'organizzazione BirdLife International (IBA) ha incluso questo parco sotto i propri criteri C6, coprendo una zona più ampia di 76,66 km².

## Territorio
Il Parco Nazionale di Podyjí si trova ad un'altitudine compresa tra 214 m e 534 m sul livello del mare. I suoi habitat sono bosco, pascolo, seminativo, macchia, zone rocciose e zone umide interne. Il parco è attraversato dal fiume Thaya, che scorre per una lunghezza di 40 chilometri, attraverso il parco nella fitta boscaglia della valle sulle alture boeme-morave. La valle è profonda fino a 220 metri. L'uso del suolo è stato stabilito per la conservazione della natura e la ricerca, la silvicoltura e l'agricoltura. Vi sono sentieri interni al Parco che conducono alle rovine del castello di Nový Hrádek, al castello di Hardegg e al maniero di Vranov nad Dyjí.

## Flora

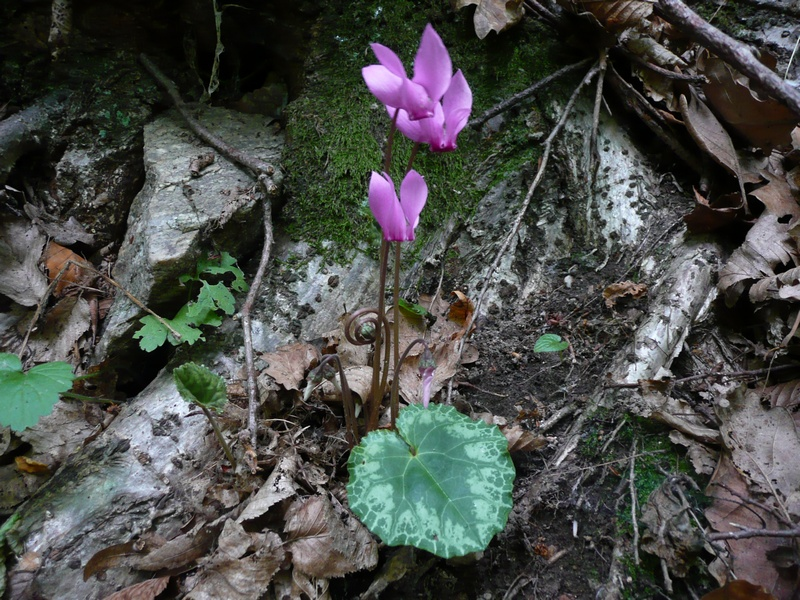
Ciclamino nel parco nazionale di Podyjí

La valle del parco nazionale ospita 77 specie di piante, che includono foreste di querce, carpini, faggi e ontani. Alcune specie floreali perenni sono ciclamino, verbasco e ranuncoli. L'altopiano, che negli anni è stato disboscato, è stato convertito in terreno coltivabile e praterie. Lungo il letto del fiume sono presenti canneti, salici e arbusti. Sono state censite diciotto specie di orchidee.

## Fauna
Nel parco sono state registrate 152 specie di uccelli, tra cui il picchio di Siria (Dendrocopos syriacus) e la bigia padovana (Sylvia nisoria). Il patrimonio faunistico include anche 65 specie di mammiferi e 7 specie di rettili, tra cui il ramarro orientale (Lacerta viridis) e diverse specie di colubridi.

## Viticoltura

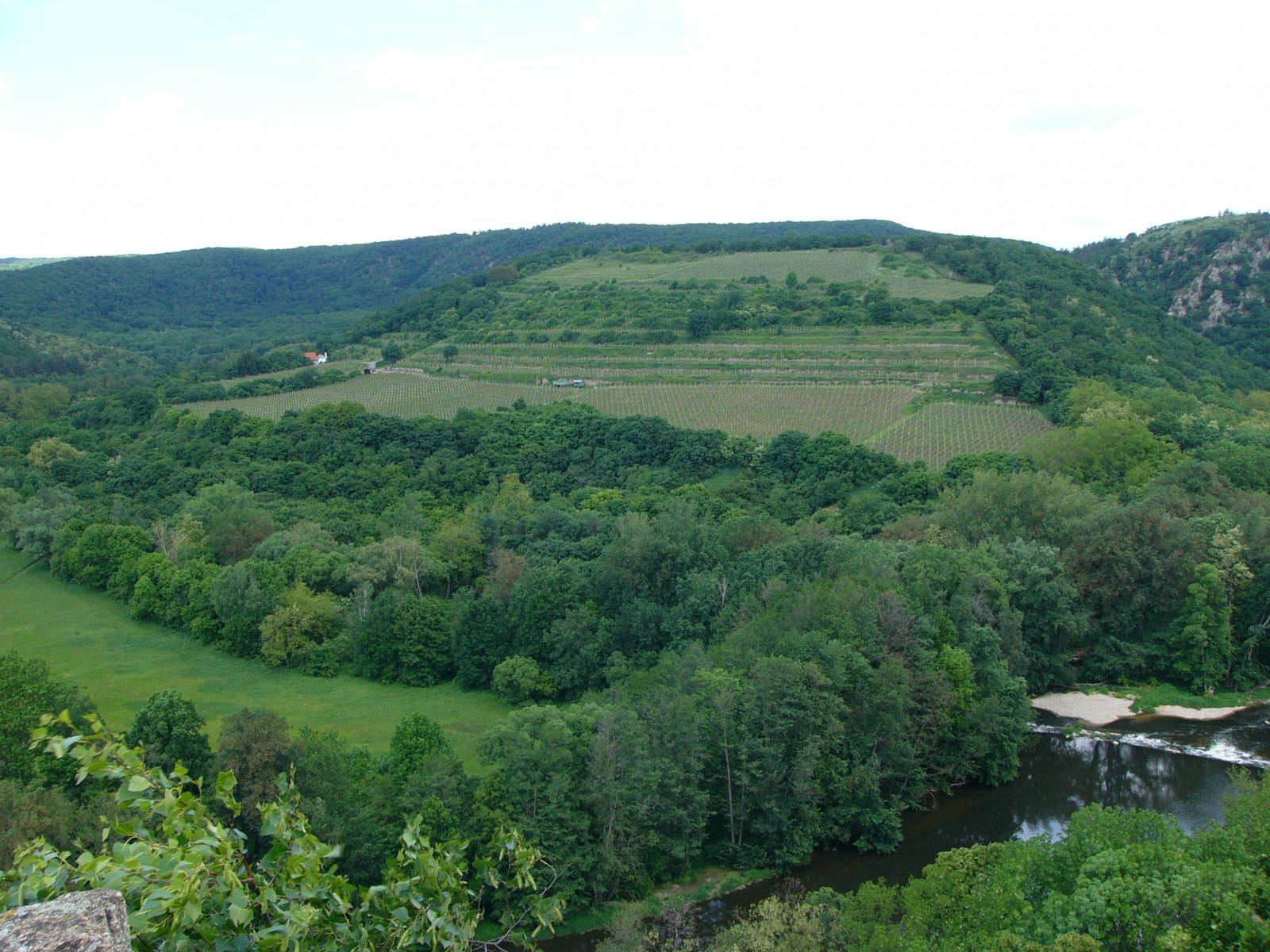
Colline di Šobes

La zona di Šobes (conosciuta anche come Hora Šobes), una delle più antiche e rinomate aree vitivinicole della Repubblica Ceca, è situata all'interno del parco nazionale. Nel 2014, la società Znovín Znojmo, che gestisce circa il 70% dei vigneti di Šobes, ha iniziato a incentivare l'inclusione dell'area all'interno della lista dei patrimoni mondiali dell'umanità dell'UNESCO. Šobes include approssimativamente 12 ettari di vigneti.